# Haut-Lieu
 Haut-Lieu là một xã ở tỉnh Nord trong vùng Hauts-de-France, Pháp.